# Halanaerobacter chitinivorans
Halanaerobacter chitinivorans è una specie di batterio appartenente alla famiglia delle Halobacteroidaceae.